# Algues verdes-grogues
Les algues verdes-grogues (Xanthophyceae) són un grup important d'algues. La majoria viuen en aigües dolces, però algunes es troben en hàbitats marins. Són des d'algues amb flagels a colonials o filamentoses. El seu cloroplast conté els pigments fotosintètics Clorofil·la a, Clorofil·la b, β-Carotè, i el carotenoide diadinoxantina. Al contrari que altres heterokonts, el seu cloroplast no té fucoxantina, la qual cosa explica el seu color més tènue. Emmagatzema el polisacàrid criolaminarina. Les seves parets cel·lulars estan fetes de cel·lulosa i hemicel·lulosa. Aquestes algues verdes-grogues semblen estretament relacionades amb les algues marrons.

## Ordres
Les Xanthophyceae s'han dividit en els següents ordres:
- Ordre Botrydiales 
  - Asterosiphon
  - Botrydium

- Ordre Mischococcales 
  - Botrydiopsis
  - Botryochloris
  - Bumilleriopsis
  - Chlorellidium
  - Mischococcus
  - Monodus
  - Ophiocytium
  - Pleurochloris
  - Pseudobumilleriopsis
  - Sphaerosorus

- Ordre Tribonematales Pascher
  - Bumilleria
  - Heterococcus
  - Heterothrix
  - Tribonema
  - Xanthonema

- Ordre Vaucheriales Nägeli ex Bohlin[2]
  - Vaucheria

Els Mischococcales poden ser parafilètics amb els Tribonematales i Botrydiales.